# 辛建国
辛建国（1957年5月—），男，中国激光与光电子学专家，北京理工大学信息与电子学院教授、博士生导师，主要研究方向为新型光电子器件。教育部第三批长江学者特聘教授。承担“863计划”等多个重点科研项目。

## 社会兼职
担任中国兵工学会等多个学位理事、《兵工学报》副主编。

## 学术贡献
发表百余篇论文、数多项发明专利。